# Twierdzenie tangensów

Twierdzenie tangensów, wzór tangensów, twierdzenie Regiomontana – twierdzenie określające zależności między kątami i bokami trójkąta.

## Twierdzenie
Jeśli {\displaystyle a} i {\displaystyle b} są długościami boków trójkąta, a {\displaystyle \alpha } i {\displaystyle \beta } są miarami kątów leżących odpowiednio naprzeciwko tych boków, wówczas prawdziwa jest zależność:
{\displaystyle {\frac {a-b}{a+b}}={\frac {\operatorname {tg} {\frac {\alpha -\beta }{2}}}{\operatorname {tg} {\frac {\alpha +\beta }{2}}}}.}

## Dowód
Z twierdzenia sinusów wynikają równości:
{\displaystyle a=2R\sin \alpha } i {\displaystyle b=2R\sin \beta ,}
{\displaystyle {\frac {a-b}{a+b}}={\frac {2R\sin \alpha -2R\sin \beta }{2R\sin \alpha +2R\sin \beta }}={\frac {\sin \alpha -\sin \beta }{\sin \alpha +\sin \beta }}.}
Korzystając z wzoru na sumę sinusów i tożsamości {\displaystyle \operatorname {tg} \varphi ={\frac {\sin \varphi }{\cos \varphi }},} otrzymujemy
{\displaystyle {\frac {\sin \alpha -\sin \beta }{\sin \alpha +\sin \beta }}={\frac {2\cos {\frac {\alpha +\beta }{2}}\sin {\frac {\alpha -\beta }{2}}}{2\sin {\frac {\alpha +\beta }{2}}\cos {\frac {\alpha -\beta }{2}}}}={\frac {\operatorname {tg} {\frac {\alpha -\beta }{2}}}{\operatorname {tg} {\frac {\alpha +\beta }{2}}}}.}

## Twierdzenie tangensów w trygonometrii sferycznej
Dla trójkątów sferycznych obowiązuje analogiczne twierdzenie:
Jeśli {\displaystyle a} i {\displaystyle b} są długościami boków trójkąta sferycznego, a {\displaystyle \alpha } i {\displaystyle \beta } są miarami kątów leżących odpowiednio naprzeciwko tych boków, wówczas prawdziwa jest zależność:
{\displaystyle {\frac {\operatorname {tg} {\frac {a-b}{2}}}{\operatorname {tg} {\frac {a+b}{2}}}}={\frac {\operatorname {tg} {\frac {\alpha -\beta }{2}}}{\operatorname {tg} {\frac {\alpha +\beta }{2}}}},}